# Suhopolje
Suhopolje – wieś w Chorwacji, w żupanii virowiticko-podrawskiej, siedziba gminy Suhopolje. W 2011 roku liczyła 2696 mieszkańców.